# Église Saint-Vincent-de-Paul du Havre
Pour les articles homonymes, voir Église Saint-Vincent-de-Paul.
L'église Saint-Vincent-de-Paul est une église paroissiale de la ville du Havre en Seine-Maritime dédiée à saint Vincent de Paul. Construite entre 1849 et 1860 en style néoroman, elle se trouve dans le quartier Saint-Vincent, à l'ouest de la ville, entre le centre-ville reconstruit et la plage.

## Histoire
L'église Saint-Vincent-de-Paul a été fondée par l'abbé Beaupel au milieu du XIXe siècle. La ville du Havre est alors en pleine expansion démographique et nécessite de nouveaux lieux de culte. L'abbé Charles Robert en dessina les plans en s'inspirant de l'église abbatiale de Saint-Georges de Boscherville dans la vallée de la Seine. La tour-lanterne est terminée en 1856, mais il faut attendre 1877 pour que le portail soit achevé. L'érection des deux tours encadrant le portail est finie en 1882. Le grand orgue date de 1883. L'édifice a été endommagé par les bombardements de septembre 1944 (fissures dans l'abside, sacristie détruite en grande partie, vitraux cassés) puis restaurée.
C'est en cette église qu'ont été célébrées les obsèques du président René Coty le 27 novembre 1962.

## Description
L'église Saint-Vincent-de-Paul est construite selon un plan de croix latine. Sa longueur est de 58 mètres, sa largeur de 13,76 mètres. Comme dans de nombreuses églises romanes normandes, une tour-lanterne de 59 mètres de hauteur s'élève à la croisée de la nef et du transept. Les matériaux utilisés sont la brique pour le bâtiment et l'ardoise pour la toiture.
Le porche est surmonté par l'inscription "Liberté Égalité Fraternité".

Porche de l'église
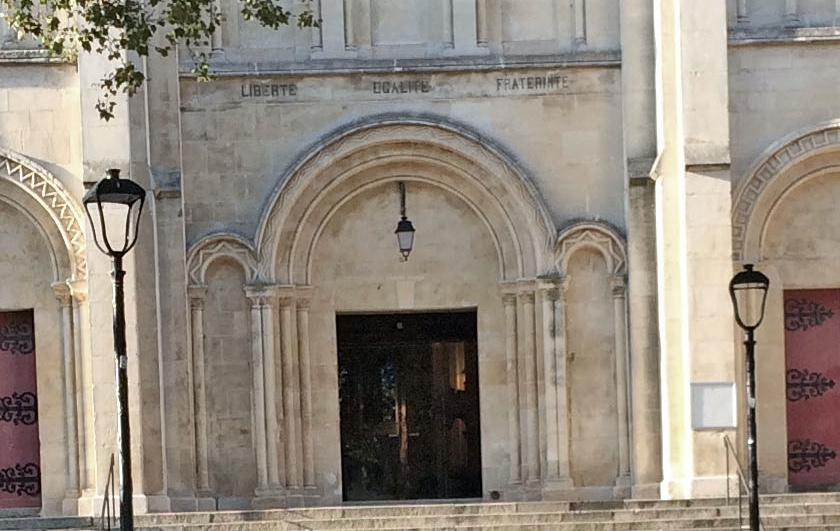